# یولیوس واگنر
یولیوس واگنر (انگلیسی: Julius Wagner; ۱۲ اکتبر ۱۸۸۲ – ۲ مارس ۱۹۵۲) ورزشکار طناب‌کشی و دو و میدانی اهل آلمان بود.
وی در مسابقات کشوری و بین‌المللی در مجموع برندهٔ ۱ مدال طلا شده‌است.